# Paul Léon Frequenez
Paul Léon Frequenez, né le 18 août 1876 à Mouzon (Ardennes) et mort 8 mai 1947 à Pérignac (Charente), est un artiste peintre français.

## Biographie
Paul Léon Frequenez est le fils d'Alphonse Théodore Frequenez, et de Marie, Marguerite Demoulin.
Il quitte les Beaux-Arts de Dijon pour ceux de Paris, où il devient élève de Fernand Cormon et Julien Gustave Gagliardini.
Il effectue un voyage en Extrême-Orient.
Il expose au Salon dès 1901 et remporte successivement une mention honorable en 1914, le prix Raigecourt-Goyon en 1920, une médaille de bronze en 1921, d'argent en 1922 et enfin la médaille d'or en 1924 pour son tableau intitulé Vieil escalier, au matin.
En 1915, il épouse à Pérignac, Marthe Jeanne Pillot, puis s'installe à Dijon où il enseigne aux Beaux-Arts dès 1923.
Il réalise, en 1937, la décoration de la salle des fêtes de la ville de Beaune.
Il meurt le 8 mai 1947, à l'âge de 70 ans.